# Зовнішні, невраховані в собівартості, екологічні наслідки економічної діяльності
Зовнішні (невраховані в собівартості) екологічні наслідки економічної діяльності (англ. environmental externalities) — витрати або вигода (ефект), які не враховуються в ринкових цінах. У рамках економіки довкілля (англ. environmental economics) зовнішні ефекти можуть бути позитивними (наприклад, вигода для населення від зміни вододілів в результаті діяльності лісників) або негативними (наприклад, витрати на підтримку здоров'я або незручності від поганої видимості від промислового забруднення). В інших областях, таких як теорія капіталу, технологічні зовнішні ефекти розглядаються як такі, що мають позитивний вплив, який не враховується у ринкових цінах, і призводять до нових досягнень в техніці, поширенню знань і отримання нових навичок. Зазвичай в галузі довкілля зовнішні витрати розглядаються як невраховані ефекти зменшення корисності продукції і послуг, які можуть бути скориговані за допомогою оподаткування діяльності, що викликає негативні зовнішні наслідки, пропагування або субсидування діяльності з позитивними зовнішніми ефектами або присвоєння та введення прав власності в тих областях, де ринки для зовнішніх ефектів не існують або нечітко визначені.

## Ресурси Інтернету
- Еколого-економічний словник  [Архівовано 27 червня 2013 у Wayback Machine.]
- Економічна цінність природи  [Архівовано 27 вересня 2013 у Wayback Machine.]
- Концепция общей экономической ценности природных благ  [Архівовано 26 березня 2014 у Wayback Machine.]
- Традиционные и косвенные методы оценки природных ресурсов